# Фузи, Лука
Лука Фузи (итал. Luca Fusi, 7 июня 1963, Лекко, Италия) — итальянский футболист, игравший на позиции полузащитника. По завершении игровой карьеры — футбольный тренер. В качестве игрока прежде всего известен по выступлениям за клуб «Торино», а также национальную сборную Италии. Двукратный чемпион Италии. Трёхкратный обладатель Кубка Италии. Обладатель Суперкубка Италии по футболу. Обладатель Кубка УЕФА. Обладатель Кубка Митропы.

## Клубная карьера
Воспитанник футбольной школы клуба «Комо». Взрослую футбольную карьеру начал в 1981 году в основной команде того же клуба, провёл пять сезонов, приняв участие в 125 матчах чемпионата и забил 5 голов.
С 1986 по 1990 год играл в составе команд клубов «Сампдория» и «Наполи». В течение этих лет завоевал титул чемпиона Италии, становился обладателем Кубка Италии и обладателем Кубка УЕФА.
Своей игрой за последнюю команду привлёк внимание представителей тренерского штаба клуба «Торино», к составу которого присоединился в 1990 году. Сыграл за туринскую команду следующие четыре сезона своей игровой карьеры. Большую часть времени, проведённого в составе «Торино», был основным игроком команды. За это время добавил в перечень своих трофеев ещё один титул обладателя Кубка Италии, становился обладателем Кубка Митропы.
В течение 1994—1996 годов защищал цвета команды клуба «Ювентус». За это время добавил в перечень своих трофеев ещё один титул чемпиона Италии, вновь становился обладателем Кубка Италии, обладателем Суперкубка Италии по футболу.
Завершил профессиональную игровую карьеру в швейцарском клубе «Лугано», за команду которого выступал на протяжении 1996—1997 годов.

## Выступления за сборную
В 1988 году дебютировал в официальных матчах в составе национальной сборной Италии. В течение карьеры в национальной команде, которая длилась 5 лет, провёл в форме главной команды страны 8 матчей. В составе сборной был участником чемпионата Европы 1988 года в ФРГ, на котором команда завоевала бронзовые награды.

## Карьера тренера
Начал тренерскую карьеру сразу же по завершении карьеры игрока, в 1997 году, войдя в тренерский штаб клуба «Аталанта».
В дальнейшем возглавлял команды клубов «Беллария Иджеа Марина» и «Реал Марчианизе», а также входил в тренерский штаб клуба «Чезена».
В настоящее время последним местом тренерской работы был клуб «Фолиньо», команду которого Лука Фузи возглавлял в качестве главного тренера до 2010 года.

## Титулы и достижения
- Чемпион Италии (2): «Наполи»: 1989/90, «Ювентус»: 1994/95
- Обладатель Кубка Италии (3): «Сампдория»: 1987/88, «Торино»: 1992/93, «Ювентус»: 1994/95
- Обладатель Суперкубка Италии по футболу: «Ювентус»: 1995
- Обладатель Кубка УЕФА: «Наполи»: 1988/89
- Обладатель Кубка Митропы: «Торино»: 1991